# José Antonio García Calvo
José Antonio García Calvo (Madrid, 1 april 1975) is een Spaans profvoetballer. Hij speelt sinds 2006 als verdediger voor Real Valladolid.

## Clubvoetbal
De voetbalcarrière van García Calvo begon bij Real Madrid, waar hij de jeugdopleiding (cantera) en zijn debuut maakte in de Primera División op 2 maart 1996 in de gewonnen thuiswedstrijd tegen UD Salamanca (5-0). Hij komt daarna nog regelmatig het veld in, maar een echte doorbraak blijft een jaar later uit. Hij heeft dan ook een miniem aandeel in het behaalde landskampioenschap van 1996/97.
Van 1997/98 tot 2000/01 komt hij uit voor Real Valladolid dat in die seizoenen op het hoogste niveau speelt. García Calvo is vanaf zijn debuut basisspeler en na 4 seizoenen vertrekt hij naar Atlético Madrid in de Segunda División A. Met deze club wint hij in 2001/02 het kampioenschap en promoveert zodoende naar de Primera División. De speler kan echter net zoals zijn team niet overtuigen in de Primera División en komt steeds minder aan spelen toe zonder daar al te veel over te klagen. 
Toch moet García Calvo in de zomer van 2006/07 vertrekken en komt hij wederom terecht bij oude liefde Real Valladolid. Met deze club behaalde hij in 2007 promotie naar de allerhoogste Spaanse divisie.

## Nationaal elftal
García Calvo maakt zijn debuut voor Spanje op 22 augustus 2002 in een wedstrijd tegen Hongarije (1-1). Hij komt daarna nog 2 keer uit voor zijn land. In 1998 won hij met Spanje het Europees kampioenschap voetbal onder 21.

## Statistieken
| seizoen    | club                 | land            | competitie         | wed. | goals |
| ---------- | -------------------- | --------------- | ------------------ | ---- | ----- |
| 1993/94    | Real Madrid C        | Vlag van Spanje | Segunda División B | ??   | ??    |
| 1994/95    | Real Madrid Castilla | Vlag van Spanje | Segunda División A | 17   | 0     |
| 1995/96    | Real Madrid Castilla | Vlag van Spanje | Segunda División A | 12   | 0     |
| 1995/96    | Real Madrid CF       | Vlag van Spanje | Primera División   | 10   | 0     |
| 1996/97    | Real Madrid Castilla | Vlag van Spanje | Segunda División A | 9    | 0     |
| 1996/97    | Real Madrid CF       | Vlag van Spanje | Primera División   | 6    | 0     |
| 1997/98    | Real Valladolid      | Vlag van Spanje | Primera División   | 33   | 1     |
| 1998/99    | Real Valladolid      | Vlag van Spanje | Primera División   | 28   | 0     |
| 1999/00    | Real Valladolid      | Vlag van Spanje | Primera División   | 33   | 1     |
| 2000/01    | Real Valladolid      | Vlag van Spanje | Primera División   | 34   | 2     |
| 2001/02    | Atlético Madrid      | Vlag van Spanje | Segunda División A | 35   | 1     |
| 2002/03    | Atlético Madrid      | Vlag van Spanje | Primera División   | 22   | 2     |
| 2003/04    | Atlético Madrid      | Vlag van Spanje | Primera División   | 22   | 1     |
| 2004/05    | Atlético Madrid      | Vlag van Spanje | Primera División   | 15   | 0     |
| 2005/06    | Atlético Madrid      | Vlag van Spanje | Primera División   | 12   | 0     |
| 2006/07    | Real Valladolid      | Vlag van Spanje | Segunda División A | ??   | ??    |
| Bijgewerkt | 16-03-2007           |                 |                    |      |       |